# سواركة
السواركة قبيلة عربية بدوية تنتمي إلى قبيلة بني أسد، تحديدا من بني غنم إحدى فخود قبيلة بني أسد، من ذرية الصحابي عكاشة بن محصن بن حرثان الأسدي. تقطن في مدن وقرى شمال سيناء.
ينتمي أغلب سكان مدينتي رفح  والشيخ زويد وضواحي العريش إلى قبيلة السواركة وترجع أصولهم إلى السويركية في منطقة المدينة المنورة في الحجاز. وتنتشر عشائر السواركة أيضا في صحراء النقب وغزة والضفة الغربية وفلسطين المحتلة وسواحل البحر الأبيض المتوسط والأردن وتتألف إدارياً من ثمانية عشائر رئيسية.

## التاريخ

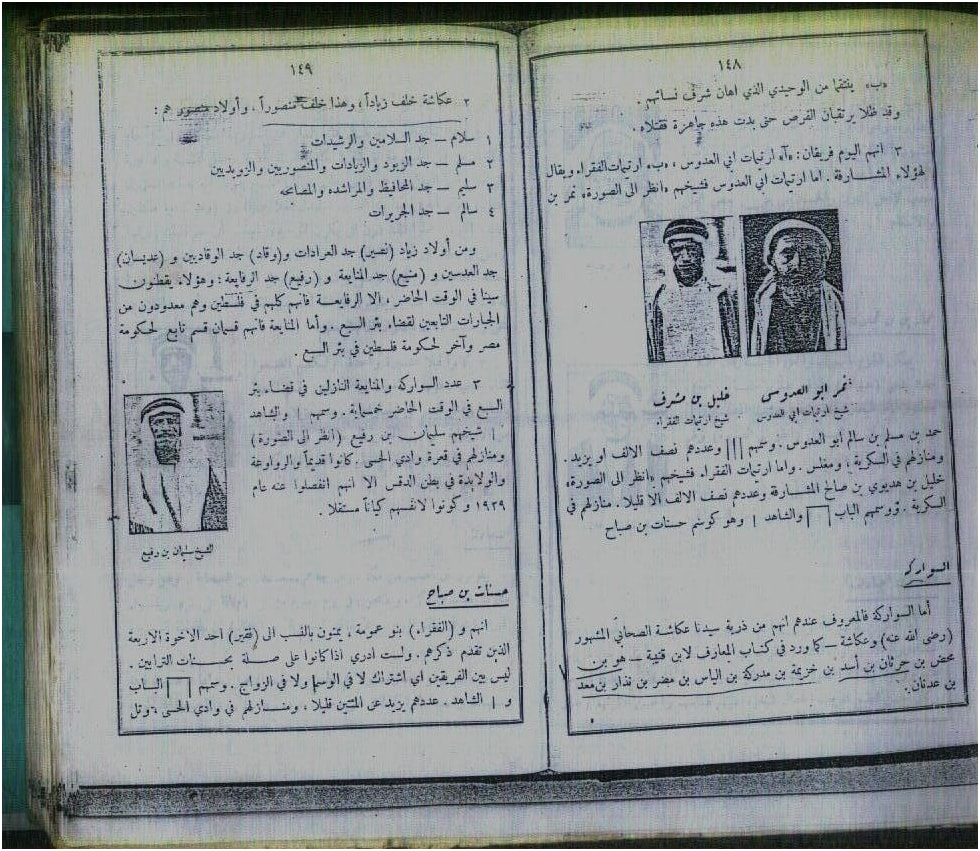
سواركة في فلسطين قديما

### نسب القبيلة
إن أصل السواركة يعود إلى العدنانية وهم من ذرية عكاشة بن محصن بن حرثان من بني غنم أحد بطون بني أسد العدنانية الشهيرة، وهو أسد بن خُزيمة بن مدركة بن إلياس مُضَر بن نزار بن معد بن عدنان. وقد كان عكاشة بن محصن من أجمل وأتقى الرجال في عصره ثم نال الشهادة في سبيل الله أثناء حروب الردة عام 13هـ وكان من صحابة النبي المقربين له.
السواركة قبيلة عربية أصيلة كريمة وهي أكبر قبائل سيناء عددا ومن أقدمها وجودا يتواجدون في شمالي سيناء في شرقيّ بلاد العريش وغربيّها ومنهم فروع عديدة في أنحاء متعدّدة من الديار المصرية ومنهم قسم كبير في بلاد غزّة ومنهم فروع عديدة في أنحاء مختلفة من فلسطين وقد انتقل جزء منهم إلى الأردن على أثر حربي عام 1948م و1967م ومنهم فروع قديمة في الأردن اندمجت مع بعض القبائل العربية هناك.

### الديار الأصلية
تفيدنا بعض المعلومات المنقولة عن السواركة أنّ ديارهم الأصلية هي وادي سوارق ونواحيه في بلاد الحجاز بمنطقة المدينة المنوّرة وفيما يلي عرض للنصوص الواردة بهذا الشأن:
قال الأستاذ محمد أبو سمّور: «سكنوا السوارقية» (بلدي والأيّام، شمال سيناء، ص 152)
قال الأستاذ محمد سليمان الطيّب: «لا يعرف بالضبط سبب تسمية هؤلاء الرجال من سلالة عكاشة بن محصن الأسدي باسم سواركة ويقال إنّ سبب تسميتهم جاء نسبة إلى وادي سوالك في الحجاز كما يقولون ثمّ تحوّرت إلى سواركة لأنّ منبع أهلهم كان في ذلك الوادي» (موسوعة القبائل العربية، المجلّد الأوّل، حاشية ص 492)
قلت: اسم الوادي سوارق وليس سوالك وهو من أودية المدينة المعروفة إلى يومنا هذا.

## مؤرخون يذكرون السواركة
المحفوظ عند شيوخ وكبار ورواة ونسّابة قبيلة السواركة في سيناء وفلسطين والاردن أنّهم ينحدرون نسبا من ذريّة الصحابي الجليل عكاشة بن محصن الأسدي رضي الله عنه وهذا محفوظ متواتر عندهم كابرا عن كابر نقله الخلف عن السلف وقد نقله عنهم غير واحد من الكتّاب والباحثين من عرب ومستشرقين خلال ما يزيد عن قرن من الزمان وفيما يلي بيان ذلك:
- قال الأستاذ نعوم بك شقير فيما نقله عن السواركة في كتابه الذي أنجزه عام 1906 م في ذكر جدّي قبيلة السواركة نصير ومنصور: «إنّ رجلين من ذريّة عكاشة الصحابي وهما نصير ومنصور...» وقال: «كان من نصير بدنة العردات ومن منصور سائر بدنات القبيلة» (تاريخ سيناء، ص 121)
- قال الأستاذ عارف العارف في كتابه الذي أنجزه عام 1934 م: «السواركة: أمّا السواركة فالمعروف عندهم أنّهم من ذريّة سيّدنا عكاشة الصحابي المشهور رضي الله عنه» (تاريخ بئر السبع وقبائلها، ص 148)
- قال المستشرق الألماني أوبنهايم في حديثه عن قبيلة السواركة في سيناء: «القبيلة نفسها تنتسب نفسها إلى عكاشة أحد صحابة النبي» (البدو، الترجمة العربية، ج 2، ص 202) قلت: وكانت قبيلة السواركة في العوجا في بلاد طولكرم في وسط فلسطين تنتخي بجدّها عكاشة، قال أوبنهايم في حديثه عن قبيلة السواركة هناك: «في الحرب يطلبون العون من جدّ القبيلة بالنداء: يا جدّنا عكاشة» (البدو، ج 2، ص 108)
- قال الأستاذ إحسان النمر في كتابه الصادر عام 1380 هــ 1960 م: «السواركة: يدّعون أنّهم من ذرية سيّدنا عكاشة الصحابي وشيوخهم ابن عرادة وابن جهينة وابن زميلة» (تاريخ جبل نابلس والبلقاء، ج 2، ص 413)
- ذكر ج . و . موري أنّ قبيلة السواركة مثلها مثل قبيلة اللزد في منطقة البحيرة انحدرت من عكاشة (بنو إسماعيل، ج . و . موري، بالإنجليزية، ص 253 و 299)
- ذكر نعوم بك شقير في كتابه تاريخ سيناء «أما السَّواركة فأكثر قبائل سيناء عدداً وفروعها الرئيسية: العردات، والدِّهيمات، والمحافيظ، والفلافلة، والخناصرة وشيخ مشايخ السواركة الشيخ سلاّم بن عرادة من العردات، ويقال للعردات عزُّ العرب لامتيازهم عن سائر البدو جيرانهم بنظافة المأكل والملبس وخلفه على مشيخة القبيلة الشيخ أبو عيطه من الّدهيمات، وشيخ الزيود الشيخ حسن أبو داوود وشيخ السلاميين (ذوي سلاّم) الشيخ عوده أبو منونه، وشيخ الجرارات الشيخ عيد أبو مبارك أبوجرير» (تاريخ سيناء، ص 136)

## أفرع وعشائر القبيلة
تنقسم قبیلة السواركة إلى ثمانیة أفرع وھي كالتالي:
- الفرع الأول: هو فرع إعيل إمسلم، وهم أبناء إمسلم بن نصر بن ناصر السويركى، من أولاد الظروة، وفيهم العدد والكثرة، ويتكون هذا الفرع من عشيرة المنصوريين، وعـشيرة الزيـود، والزيادات، والزويديين، وهم يسكنون قرى الجورة، والزوارعة، والظهير، والتومه، والقريعـه، وقرية الكيلو 8 بالشيخ زويد، كما يسكنون قرية نجع شبانه بمركز ومدينة رفح، ويسكنون أيضا مدينتي العريش والشيخ زويد.
- الفرع الثاني: هم عشيرة الجريرات، أولاد سالم بن نصر بن ناصر السويركى، وهم من أولاد الظروة، ويسكنون قرية الطويل، والميدان، والسبيل، بمركز ومدينة العريش، وقرية الروضة بمركز بئر العبد، وقريتي التومه بمركز الشيخ زويد، وأبو شنار برفح.
- الفرع الثالث: السلاميين، أو دوى سلام، وهم أبناء سلام بن نصر بن ناصر السويركى، من أولاد الظروة، ويسكنون قرى المزرعة، والطويل، والميدان، والسبيل بمركز ومدينة العريش، وقرية الخروبة بمركز ومدينة الشيخ زويد.
- الفرع الرابع: الدهيمات، وهم أولاد أسليم بن نصر بن ناصر السويركى، من أولاد الظروة، ويسكنون مدينة الشيخ زويد، وقرية الشلاق، والتومه، والسكادرة، بمركز ومدينة الشيخ زويد.
- الفرع الخامس: المنايعه، مناع ومنيع أجداد المنايعة وهم أبناء عم لنصير وناصر (وينقـسمون إلى بازات ورتمات وجرادات) ولهم عائلات كثيرة تقيم في فلسطين والأردن ومصر وسيناء. ويسكنون قرى الظهير والجورة بالشيخ زويد، كما يسكنون بقرية المهدية بمركز ومدينـة رفـح، ويسكنون أيضا العريش والشيخ زويد.
- الفرع السادس: المقاطعة، يقول الأستاذ محمد أبو سمور في كتابه (بلدي والأيام ص 159) «سموا المقاطعة لقطعهم ذنب خروف الأمير على منطقة ظانا» والمقاطعة يسكنون قرى التومة والظهير والجورة وأبو العراج وهي من قرى الشيخ زويد والغالبية العظمى منهم تسكن القرية التي سميت باسمهم وهي قرية المقاطعة بالشيخ زويد ويقال أن لهم فرع في صعيد مصر.
- الفرع السابع: سواركة الربيق، أو سواركة الحسي، ويسكنون فلسطين، والأردن كما يوجد القليل منهم ممن يسكنون في سيناء .
- الفرع الثامن: العرادات، وهم أولاد نصير السويركى أخو ناصر السويركى ويسكنون قـرى الخروبة والتومة بمركز ومدينة الشيخ زويد، كما يسكن البعض منهم فلسطين والأردن.
- لكل فرع من هذه الفروع عائلات كبيرة ومتعددة الأسماء وكلها تنتمى إلى السواركة سواء في سيناء أو الأردن أو في فلسطين.[بحاجة لمصدر]